# Diecezja warszawska (Kościół Ewangelicko-Augsburski w RP)

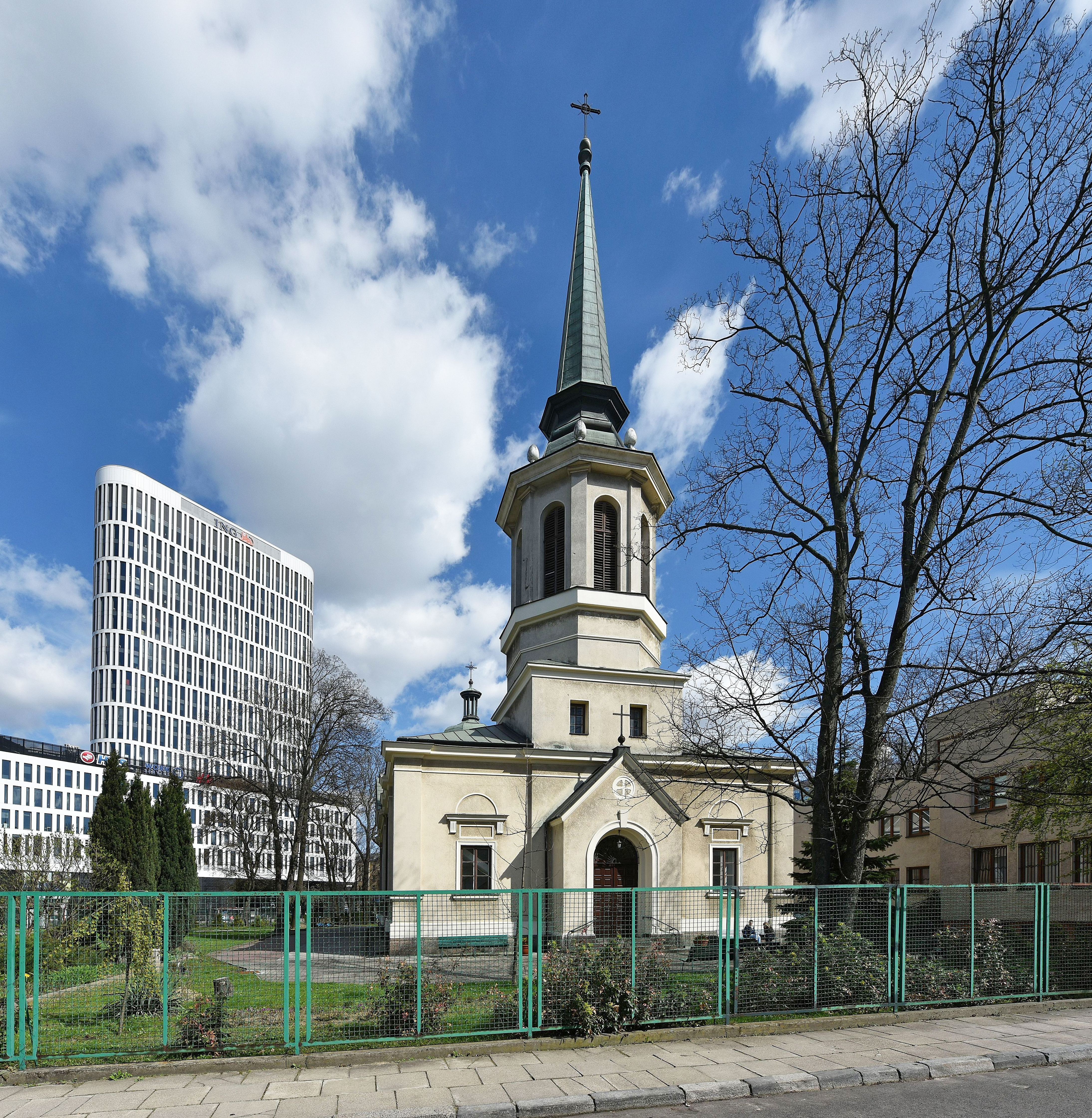
Kościół Wniebowstąpienia Pańskiego w Warszawie

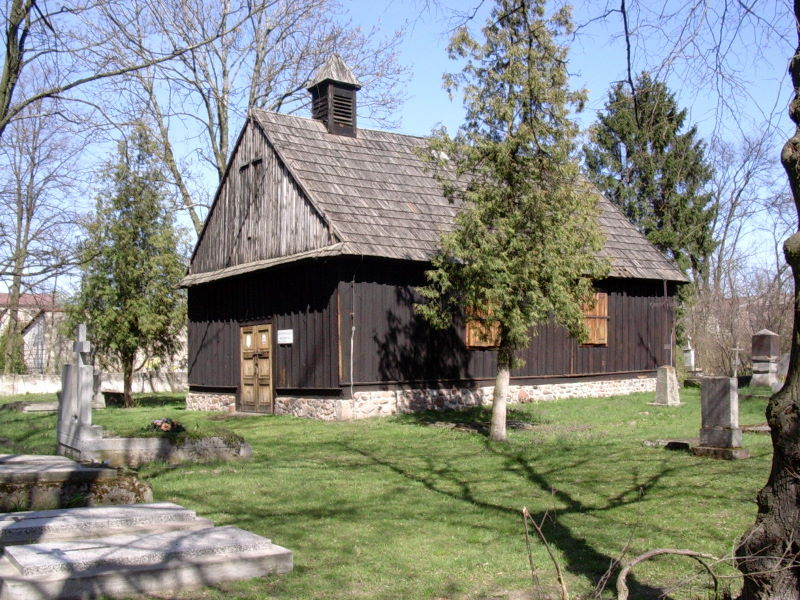
XVII-wieczny (najstarszy w diecezji) kościół luterański w Węgrowie

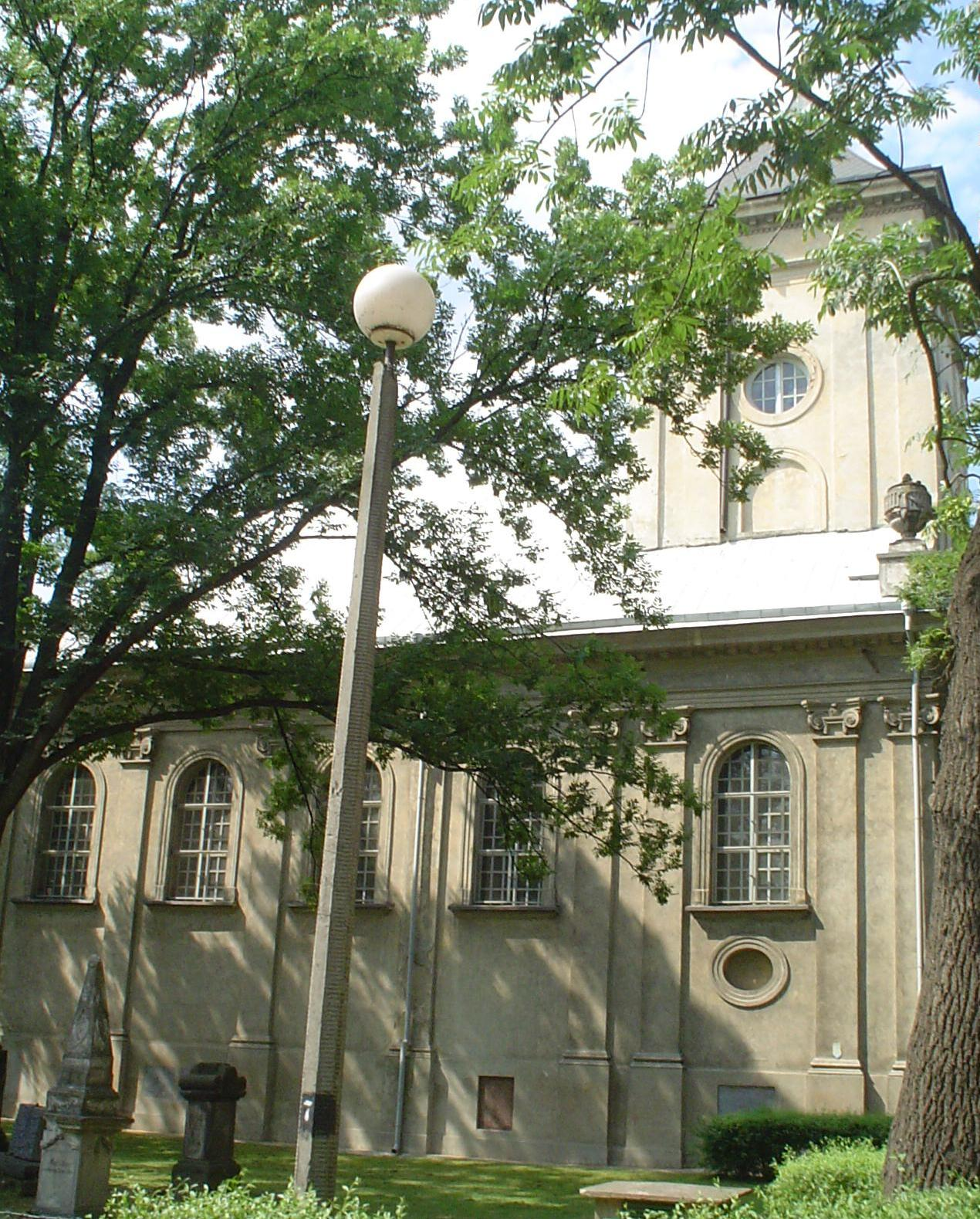
Kościół św. Trójcy w Lublinie

Diecezja warszawska – diecezja Kościoła Ewangelicko-Augsburskiego w RP. Diecezja liczy 21 parafii obsługiwanych przez 19 duchownych. Aktualnie siedzibą władz diecezjalnych są Pabianice.

## Władze
- Biskup diecezjalny – bp Jan Cieślar
- Kurator diecezjalny – Wiesława Werner
- Radca duchowny – ks. Wojciech Rudkowski
- Radca świecki – mgr teol. Elżbieta Byrtek

### Zwierzchnicy diecezji warszawskiej Kościoła Ewangelicko-Augsburskiego w RP
| Lata pełnienia urzędu | Zwierzchnik diecezji       | Lata życia | Siedziba  | Uwagi                                                                                                  |
| --------------------- | -------------------------- | ---------- | --------- | --- |
| 1954–1957             | ks. sen. Woldemar Gastpary | 1908–1984  | Łódź      | |
| 1966–1979             | ks. sen. Ryszard Trenkler  | 1912–1993  | Warszawa  | |
| 1979–1995             | ks. sen. Jan Walter        | 1934–1995  | Warszawa  | wybrany 17 listopada 1979 roku, instalowany 18 maja 1980 roku                                          |
| 1996–2010             | ks. bp Mieczysław Cieślar  | 1950–2010  | Łódź      | wybrany 16 marca 1996 roku, konsekrowany 1 maja 1996 roku, wybrany na drugą kadencję w 2006 roku       |
| od 2010               | ks. bp Jan Cieślar         | ur. 1967   | Pabianice | wybrany 26 czerwca 2010 roku, konsekrowany 4 września 2010 roku, wybrany na drugą kadencję w 2020 roku |

## Parafie
- parafia Aleksandrów Łódzki, proboszcz – administrator: ks. Michał Makula,
- parafia Kutno, proboszcz – administrator: ks. Szymon Czembor,
  - filiał w Łowiczu
- parafia Lublin, proboszcz: ks. Grzegorz Brudny,
  - filiał w Kuzawce nad Bugiem
- parafia Łask, proboszcz – administrator: ks. bp Jan Cieślar,
- parafia Św. Mateusza w Łodzi, proboszcz: ks. Michał Makula,
- parafia Ozorków, proboszcz – administrator: ks. dr Marcin Undas,
- parafia Pabianice, proboszcz: ks. bp. Jan Cieślar,
- parafia Piotrków Trybunalski, proboszcz: ks. Wiesław Żydel,
- parafia Płock, proboszcz – administrator: ks. Szymon Czembor,
- parafia Poddębice, proboszcz administrator: ks. bp Jan Cieślar,
- parafia Świętej Trójcy w Radomiu, proboszcz: ks. Wojciech Rudkowski,
  - filiał w Kielcach
- parafia Rawa Mazowiecka, proboszcz – administrator: ks. Halina Radacz,
- parafia Tomaszów Mazowiecki, proboszcz – administrator: ks. Wiesław Żydel,
- parafia Świętej Trójcy w Warszawie, proboszcz: ks. Piotr Gaś,
  - filiał w Warszawie-Włochach
  - filiał-kaplica domu „Tabita” w Konstancinie-Jeziornie
- parafia Wniebowstąpienia Pańskiego w Warszawie, proboszcz: ks. dr Dariusz Chwastek,
- parafia Węgrów, proboszcz-administrator: ks. dr Grzegorz Giemza,
- parafia Wieluń, proboszcz – administrator: ks. Cezary Jordan,
- parafia Zduńska Wola, proboszcz: ks. Cezary Jordan,
- parafia Zelów-Bełchatów, proboszcz – administrator: ks. Wiesław Żydel,
- parafia Zgierz, proboszcz: ks. dr Marcin Undas,
- parafia Żyrardów, proboszcz administrator: ks. dr Halina Radacz.

## Dane teleadresowe
- diecezja warszawska
- ul. Zamkowa 8
- 95-200 Pabianice